# 空軍第五戰術混合聯隊
空軍第五戰術混合聯隊簡稱第五聯隊，前身是空軍第五驅逐機大隊。目前駐守花蓮基地，負責衛戍臺灣東部的空防安全。

## 沿革
- 1936年（民國25年）第五戰術戰鬥機大隊成立於杭州筧橋[1]，直屬航空委員會。
- 1939年（民國28年），改隸空軍第三路司令部，駐防四川雙流。
- 1943年（民國32年），編屬中美空軍混合團，駐防湖南芷江。
- 1945年（民國34年），抗戰勝利後第五大隊改隸空軍第一聯隊司令部，駐防南京大校場，並換裝P-51D野馬式戰鬥機。
- 1946年（民國35年），改隸空軍第四軍區司令部。
- 1948年（民國37年），剿匪期間轉戰山西、南京、上海、定海、海南島各地，最後進駐桃園基地，接收部分P-47N雷霆式戰鬥機。
- 1953年（民國42年）1月14日，由「空軍桃園基地作戰指揮所」改組擴編為「空軍第五戰術戰鬥機聯隊」，下轄第五戰術戰鬥機大隊，及其所轄第17、26、27中隊。
- 1954年（民國43年）7月1日，「第六戰術偵察大隊」成立，隸屬第五聯隊，下轄第4、12、照相技術中隊。第五聯隊更銜為「第五戰術混合聯隊」，此時第五聯隊共管轄兩個大隊與六個中隊。第五大隊換裝F-86F軍刀機。第4中隊換裝RP-51野馬式偵察機。第12中隊換裝RT-33A流星偵察機。
- 1956年（民國45年）1月，第12中隊換裝25架RF-84F雷霆偵察機。
- 1957年（民國46年）2月，第4中隊換裝7架RF-86F軍刀偵察機與4架RB-57A/D坎培拉偵察機。
- 1958年（民國47年），於八二三炮戰期間參與台海空戰，累積擊落共軍米格機達21架，因功獲總統蔣中正先生頒授榮譽虎旗。同年10月，第4中隊換裝9架RF-101A巫毒式偵察機。
- 1959年（民國48年）1月，第4中隊換裝4架RF-100A超級軍刀偵察機，但因維修問題，此機型換裝後並未服役。同年9月1日，照相技術中隊改隸空軍總部。
- 1960年（民國49年）12月1日，第4中隊的4架RF-100A超級軍刀偵察機，因使用效能不彰、未符戰力需求，送屏東一指部拆解除役。
- 1961年（民國50年）2月1日，原隸屬新竹第八大隊的第35中隊移駐桃園基地，為獨立中隊，操作美國中情局提供的U-2C/R高空戰略偵察機。
- 1963年（民國52年）8月，第12中隊換裝美國退役的阿里山三號RF-104G偵察機8架與TF-104G教練機2架。
- 1968年（民國57年），第五大隊第26、27中隊開始換裝F-5A/B戰鬥機。
- 1973年（民國62年）2月1日，第六大隊與第4中隊遭到裁撤，RF-101A偵察機全數除役。第12中隊改隸第五大隊。
- 1974年（民國63年）11月1日，第35中隊遭到裁撤，U-2C/R高空戰略偵察機送回美國。不過兩年半後移駐台中基地恢復編制，改制為「第35羚羊夜攻中隊」仍為獨立中隊。
- 1975年（民國64年），第五大隊第17中隊開始換裝F-5A/B戰鬥機。
- 1976年（民國65年）元旦，配合軍方政策更改番號為「第528戰術混合聯隊」。同年8月16日再度奉令更改番號為「第401戰術混合聯隊」，第17、26、27中隊開始換裝F-5E/F戰鬥機。
- 1983年（民國72年）1月，第12中隊接收西德退役的阿里山八號RF-104G星式偵察機8架與TF-104G星式教練機2架。同年8月1日，第12中隊升格為獨立隊，仍駐防桃園基地，更銜為「空軍第12戰術偵察機隊」並持續至今。
- 1984年（民國73年）10月1日，第12戰術偵察機隊增設「中興分隊」，操作4架R-CH-1偵察機與2架T-CH-1教練機。
- 1990年（民國79年），中興分隊移防台南，與第443聯隊直屬的「第71空中管制暨攻擊中隊」共同執行勤務。
- 1996年（民國85年）8月，挑選八架飛行時數較少的虎安六號C構型F-5E戰鬥機，送往新加坡改裝為七架RF-5E虎眼式偵照機。
- 1997年（民國86年）9月，RF-5E虎眼式偵照機陸續改裝完成返國服役，暫時配屬第12戰術偵察機隊，至1999年1月最後一架RF-5E(編號5504)返國時，轉交日後復隊的第4中隊。
- 1998年（民國87年）7月1日，從桃園基地遷移至花蓮基地，並開始換裝F-16A/B戰鬥機，照相技術隊歸建改由第401聯隊直轄。第4中隊在桃園恢復編制，隸屬桃園基地指揮部第八大隊，換裝第12戰術偵察機隊交付的RF-5E。第12戰術偵察機隊所轄「中興分隊」裁撤，並移交RF-5E給第4中隊操作，R-CH-1偵察機除役。
- 1999年（民國88年）3月18日，第17中隊換裝F-16A/B戰機成軍。同年12月16日，第26中隊換裝F-16A/B戰機成軍。
- 2000年（民國89年）8月17日，第27中隊換裝F-16A/B戰機成軍。
- 2001年（民國90年）2月5日，第401聯隊黃仁廣與熊厚基兩位飛官，駕駛F-16B(編號6821)戰機，在屏東海域以魚叉反艦飛彈完成空對海靶船攻擊，創下全球首次以F-16發射魚叉反艦飛彈的紀錄。
- 2002年（民國91年）1月16日，由總統陳水扁主持第401聯隊F-16A/B戰鬥機成軍典禮。
- 2004年（民國93年）11月1日，第五大隊遭到裁撤，原所轄第17、26、27中隊升格為第17、26、27作戰隊。同日，第12戰術偵察機隊換裝RF-16偵照莢艙成軍。
- 2005年（民國94年）7月1日，原桃園基地指揮部所屬的第4中隊，併入第12戰術偵察機隊，成為其下轄的「虎眼分隊」。台東志航基地的第46中隊奉令解除假想敵任務，改由本聯隊第17作戰隊接替擔任「假想敵中隊」工作。
- 2017年（民國106年）12月1日，總統蔡英文在屏東基地主持「P-3C型機成軍暨S-2T型機除役及飛行部隊番號更銜」典禮中宣佈，空軍各聯隊回歸第一至七聯隊番號之銜，本聯隊番號據此改回42年前的「空軍第五戰術混合聯隊」。[2][3]
- 2023年（民國112年）12月21日，第五聯隊的F-16A/B戰機升級為F-16V標準工作完成。[4]
- 2025年（民國114年）7月4日，第12戰術偵察機隊僅存的5架RF-5E虎眼式偵照機正式除役，所轄「虎眼分隊」裁撤。[5]

## 指揮管轄
- 聯隊長胡中華少將、副聯隊長上校

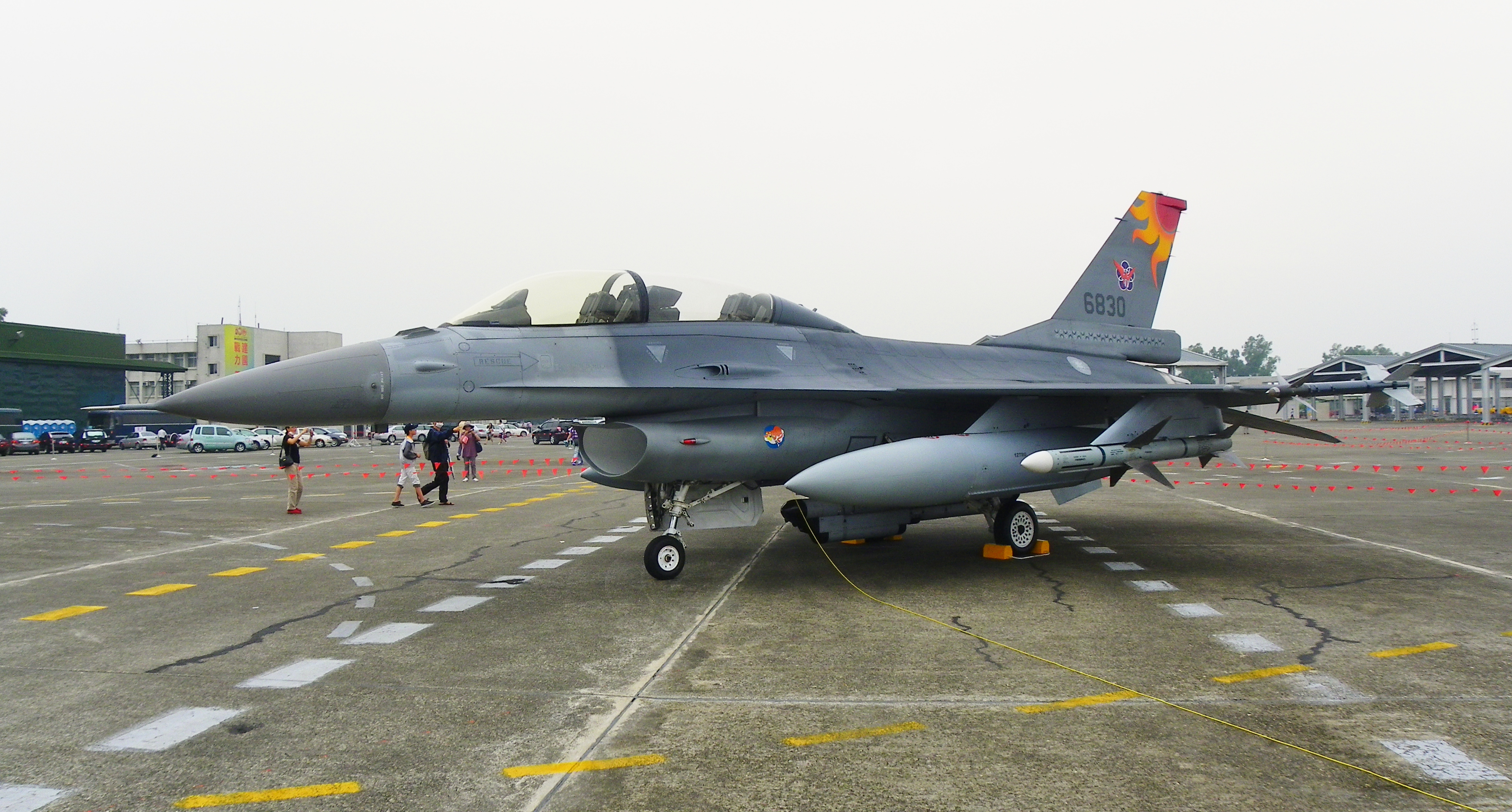
空軍第五聯隊的F-16B戰隼戰鬥機

  - 第十七戰術戰鬥機作戰隊(雷神•假想敵中隊)
    - F-16 AM/BM Block 20 × 20架

  - 第廿六戰術戰鬥機作戰隊(女巫)
    - F-16 AM/BM Block 20 × 20架

  - 第廿七戰術戰鬥機作戰隊(黑龍)
    - F-16 AM/BM Block 20 × 20架

  - 空軍第十二戰術偵察機隊(虎瞰•獨立隊)
    - RF-16 AM/BM Block 20 × 10架

  - 空軍照相技術隊
  - 空軍第五修護補給大隊
  - 空軍第五基地勤務大隊
  - 空軍第七修護補給大隊花蓮修護支援隊
  - 憲兵第五中隊

## 隊徽含義
黃色飛鵬代表空軍；指揮刀象徵作戰指揮及空軍精神；盾牌代表不畏強權，羅馬數字V表明番號「第五聯隊」，也代表「Victory」表達必勝之意。